# Bad Buchau
Bad Buchau (bis 1963 Buchau, schwäbisch Buacha) ist ein Kurort am Federsee in Oberschwaben. Bad Buchau liegt an der Schwäbischen Bäderstraße und ist für sein Gesundheitszentrum mit Kliniken, Moorheilbad und Mineralheilbad (Thermalbad) bekannt; außerdem für seine prähistorischen Pfahlbauten, die zum UNESCO-Welterbe gehören; für das Europareservat Federsee und nicht zuletzt für seine Geschichte als Reichsstift und stark von der jüdischen Gemeinde geprägte freie Reichsstadt. 
An der Oberschwäbischen Barockstraße liegend, weist Buchau eine große Zahl an Kulturdenkmalen vom Mittelalter bis zum Klassizismus auf. Bekannt ist Bad Buchau auch für die Vorfahren Albert Einsteins. Unter den Festen sind die Fastnet und das Adelindisfest am bedeutendsten. Bekanntestes Unternehmen neben den Kliniken ist die Franz Kessler GmbH.
Zu Bad Buchau gehören der ehemals eigenständige Stadtteil Kappel sowie die Hofsiedlungen Ottobeurer Hof, Bruckhof und Henauhof.

## Geografie

### Lage
Bad Buchau liegt auf einer von Süden nach Norden verlaufenden risseiszeitliche Moränenzunge am südwestlichen Rand des Federsees im Zentrum Oberschwabens, etwa zwölf Kilometer westlich von Biberach. Der Federsee ist ein rund 1,5 km² großer See innerhalb eines 33 km² großen Moorgebiets. Auf der höchsten Stelle, an der Nordspitze der Moränenzunge, liegt das Stift.
Bad Buchau liegt an der Schwäbischen Bäderstraße und der Oberschwäbischen Barockstraße.

### Gemeindeverwaltungsverband Bad Buchau
Bad Buchau und die weiteren selbständigen Gemeinden des Federseegebiets (Alleshausen, Allmannsweiler, Betzenweiler, Dürnau, Kanzach, Moosburg, Oggelshausen, Seekirch und Tiefenbach) bilden seit 1973 den Gemeindeverwaltungsverband Bad Buchau.

### Nachbargemeinden
Von Westen beginnend grenzt Bad Buchau an die Gemeinden Dürnau, Kanzach, Moosburg, Alleshausen, Seekirch, Tiefenbach, Oggelshausen, die Stadt Bad Schussenried, Allmannsweiler und die Stadt Bad Saulgau im Landkreis Sigmaringen.

### Geologie
Bad Buchau liegt im Gebiet der Donau-Ablach-Platten, die von einer leicht gewellten Altmoränen-Flachhügellandschaft aus einem ausgeglichenen Mosaik aus Grundmoräne, Endmoränenzügen und Schotterflächen in ehemaligen Schmelzwasserrinnen gebildet wurde.

#### Adelindis-Quelle
Die auf der Schwäbischen Alb an der Erdoberfläche liegende geologische Schicht des Oberjuras fällt zum Alpenvorland ab, in Bad Buchau beginnt sie in rund 550 Meter Tiefe. In dieser Schicht wurde von April bis August 1982 die Adelindis-Quelle, eine sogenannte Akratho-Therme – leicht mineralisiert und mit einer Wassertemperatur über der mittleren Jahrestemperatur der Luft – erbohrt. Das Thermalwasser kommt mit einer Temperatur von 47,5 °C aus einer Tiefe von 795 Metern. Seit 1989 ist sie als staatlich anerkannte Heilquelle ausgewiesen.

### Schutzgebiete
Das bedeutendste Schutzgut in Bad Buchau ist der Federsee und das ihn umgebende Ried. Folglich hat die Stadt Anteil an den drei Naturschutzgebieten Federsee, Südliches Federseeried und Westliches Federseeried/Seelenhofer Ried, die gleichzeitig Bestandteile des FFH-Gebiets Federsee und Blinder See bei Kanzach und des Vogelschutzgebiets Federseeried sind.

## Geschichte

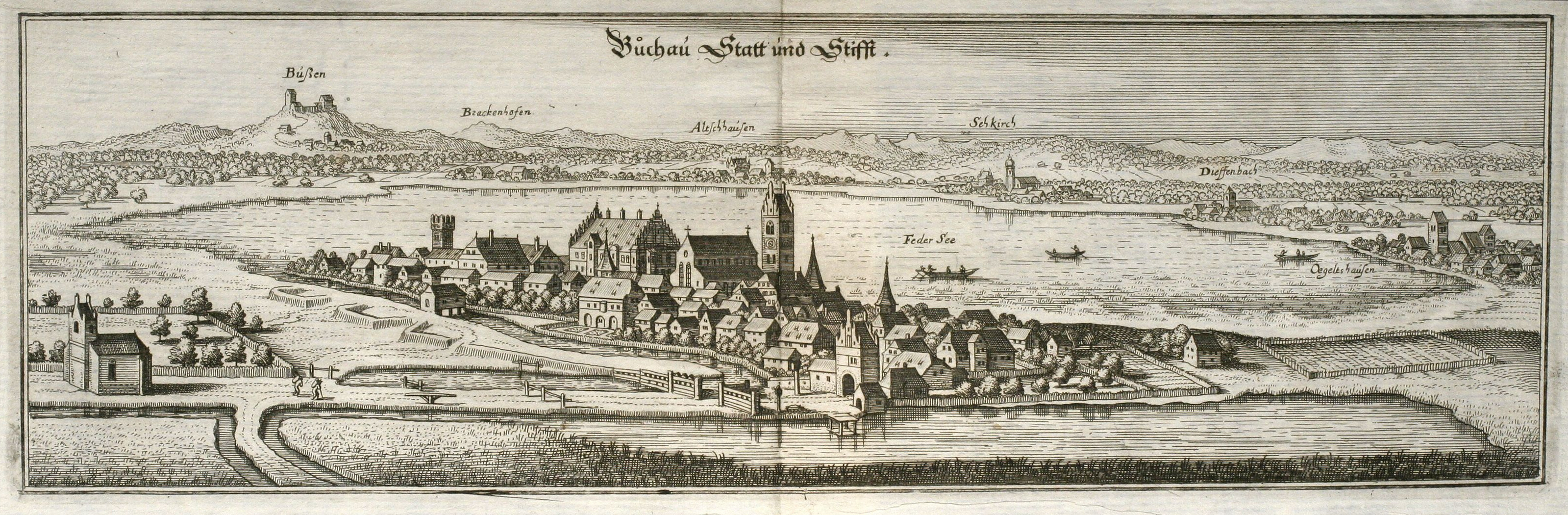
Kupferstich von Matthaeus Merian aus „Topographia Sueviae“, um 1643–1650

### Vorgeschichte
Archäologen erforschen seit mehr als 120 Jahren die Umgebung der Stadt und des Federsees. Es gibt zahlreiche Funde von eiszeitlichen Rentierjägern und Pfahlbauern der Steinzeit bis hin zur Keltenzeit. Auf diesem Gebiet fand man die ältesten Holzräder Europas.
In der späten Bronzezeit lag rund zwei Kilometer südöstlich der heutigen Stadt eine befestigte Feuchtbodensiedlung, die heute so genannte Wasserburg.
Der Name der Stadt wie des Sees sind keltischen Ursprungs: buches - Melkplatz, feath - großer Sumpf.

### Haddellind (Adelindis I). und Attalint (Adelindis II.)

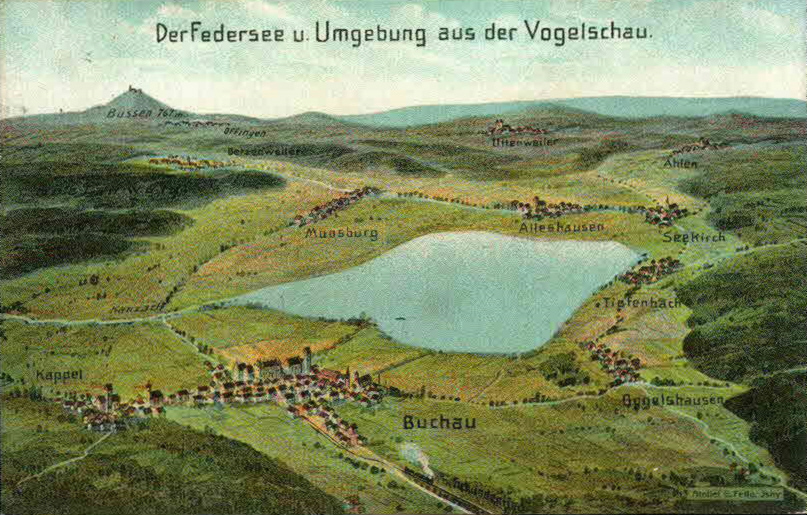
Buchau, Federsee und Bussen im frühen 20. Jahrhundert

Um 700 n. Chr. lag am Nordwestrand der buchenbestandenen Insel ein alemannischer Adelshof und wahrscheinlich eine Burg.
Im Eritgau, zu dem das Federseegebiet gehört, amtierte in der zweiten Hälfte des 8. Jahrhunderts Graf Warin aus einer Hochadelsfamilie, die vermutlich in den Verwandtenkreis der Widonen gehört. Warin war mit Haddellind (Adelindis I.) verheiratet, beide gründeten um 770 das Kloster Buchau. Hadellind wird als Tochter des Hildebrand, Herzog von Spoleto, und der Regarde angegeben, die wiederum eine Schwester des bayerischen Herzogs Odilo gewesen sein soll, auch wenn die Buchauer Gründungslegende Hildebrand als schwäbischen Herzog und Regarde als bayerische Herzogin und Schwester von Hildegard, der Ehefrau Karls des Großen, bezeichnet, sowie Adelindis als erste Äbtissin bis in die Zeit um 809 amtieren lässt.
Adelindis II., auch Attalint genannt (855–915), war die Tochter von Heinrich von Ostfranken und mit dem Grafen des Eritgaus aus dem Geschlecht der Welfen, Atto oder Hatto, verheiratet. Gemeinsam pflegten sie das Kloster Buchau. Nach dem Tode ihres Mannes im Kampf mit den Ungarn auf den Feldern vor Buchau (Plankental – „Tal der Tränen“) wurde sie ab etwa 900 Äbtissin.

### Ludwig der Deutsche
Die älteste Nachricht zu Puachava-Buchau findet sich in einer im Kloster Reichenau aufbewahrten Urkunde König Ludwigs II. des Deutschen vom 28. April 857, bei der es sich allerdings um eine gegen die Ansprüche des Vogtes gerichtete Fälschung des 12. Jahrhunderts im Auftrag des Stifts handelt. Die Urkunde enthält aber vermutlich einen wahren Kern. Aus ihr geht hervor, dass Ludwig das Kloster Buchau seiner Tochter Irmengard übergeben hat. Die Frauen des Klosters lebten bis zum Jahre 1209 nach der Regel des hl. Benedikt. Danach war das Stift verweltlicht und die Vorsteherin selbständige Landesherrin und Fürstin. Aus dem Kloster wurde damit ein kaiserliches, gefürstetes und freiweltliches Damenstift. Die Stiftsfräulein (Chorfrauen) bekannten sich aber nach wie vor zur Regel des hl. Benedikt. Die Fürstäbtissin hatte als Reichsfürstin Sitz und Stimme auf den Reichstagen.

### Reichsstadt und Reichsstift im Hochmittelalter
Unabhängig von diesem Stift, ja sogar in jahrhundertelanger gegenseitiger Abneigung einander zugetan, entwickelte sich die Bürgerschaft Buchau. Der Ursprung der Siedlung ist in Dunkel gehüllt, da das Rathaus im Jahr 1387 oder 1412 mit 46 anderen Gebäuden den Flammen zum Opfer fiel. Wohl nirgends sonst sind auf so engem geografischen Raum zwei reichsunmittelbare Herrschaften installiert gewesen. Im Jahr 1014 (oder 1022) wird eine Münz- und Marktstätte Buchau von St. Gallener Mönchen erwähnt.
1320 wurde Buchau Freie Reichsstadt und war unmittelbar und ausschließlich Kaiser und Reich untertan. Bis zum Ende des Heiligen Römischen Reiches war Buchau eine der flächenmäßig kleinsten Freien Reichsstädte, dank seiner Insellage ohne Mauern und Türme. 1347 wurde Buchau von fremden Gerichten befreit. 1347 wird die Äbtissin erstmals als Reichsfürstin bezeichnet, seit dem 16. Jh. ist sie Reichsstand.
Zwischen 1390 und 1417 wurde das Kloster freiweltliches und hochfürstliches Stift genannt und nahm adelige Töchter auf. 1401 wurde Buchau mit den Stadtrechten von Biberach ausgezeichnet. 1422 wurde eine Mauer um das Kloster errichtet. Das Amt des Ammans der Stadt war unter den Adeligen beliebt. Der Kaiser verpfändete es den Grafen von Helfenstein, der Stadt Ulm, aber auch dem Stift Buchau.
1524 erwarb Buchau selbst das Amt des Bürgermeisters zu seiner Selbstverwaltung. 1577 nimmt Buchau eine jüdische Gemeinde auf, die rasch anwächst und Bedeutung gewinnt. 1643 fertigt Merian einen Stich von Buchau an. 1650 erfolgte die Anlage eines jüdischen Friedhofs. 1672 wurde erstmals die Fasnet erwähnt.
1628 wurde Anna Schilling aus Kappel als Hexe enthauptet und ihr Körper an der Richtstätte verbrannt. Die letzte sogenannte Hexe, Elisabeth Kolb aus Rupertshofen, wurde vom Stiftsgericht im Jahr 1746 zum Feuertode verurteilt und vor „Kappel draußen“ verbrannt. Bekannt wurde die Anklage der Lehner-Kinder 1682 durch den Roman Die Vogelmacherin von Eveline Hasler.
Die erste Synagoge entstand 1730. In den Jahren 1787 und 1808 wurde der Wasserspiegel des Federsees um zwei Meter abgesenkt und damit ging Buchau der Insellage verlustig. Die Erwartungen zur Nutzung des gewonnenen Bodens erfüllten sich nicht. Das Mikroklima verschlechterte sich.

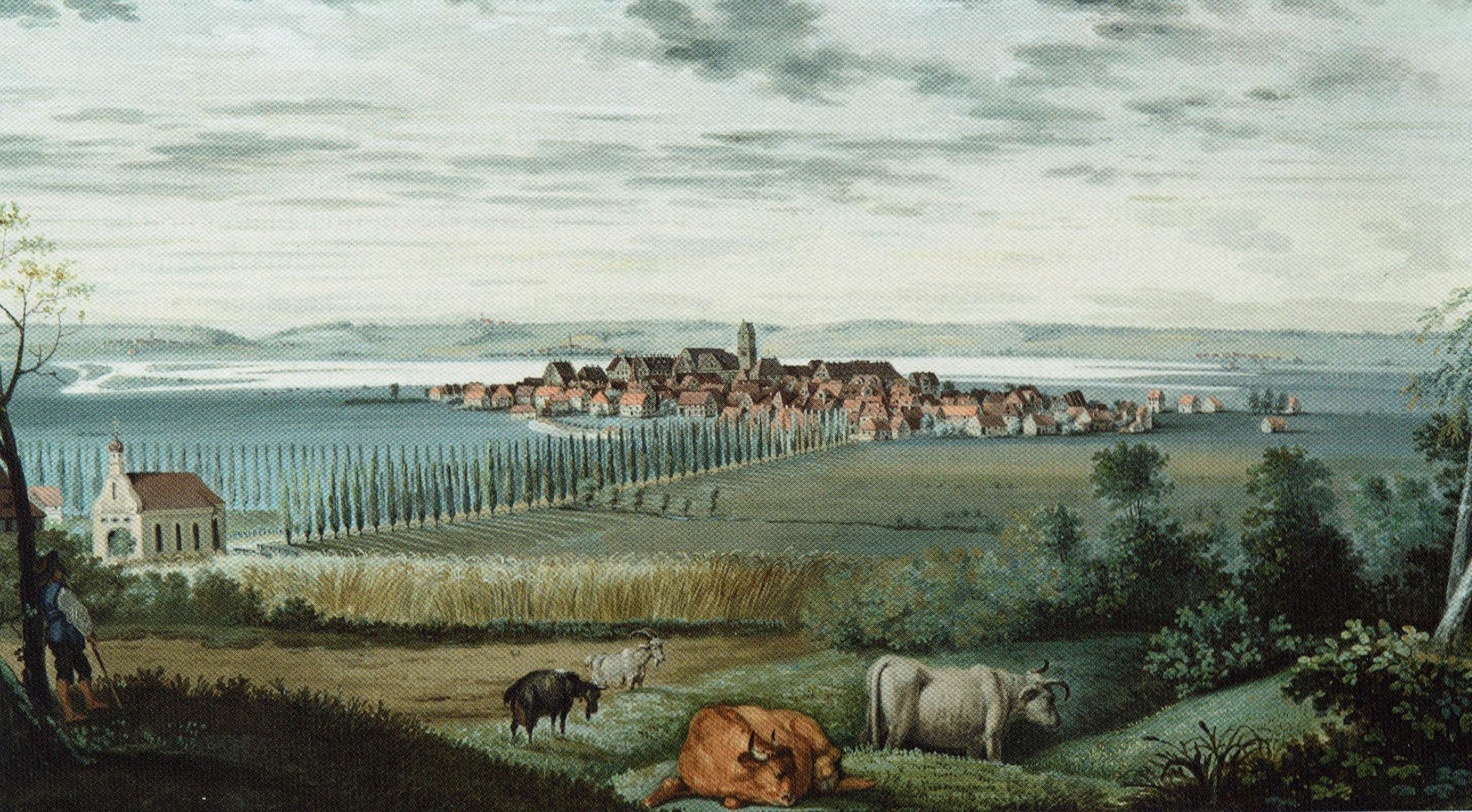
Buchau, Gemälde von Johann Baptist Pflug um 1820

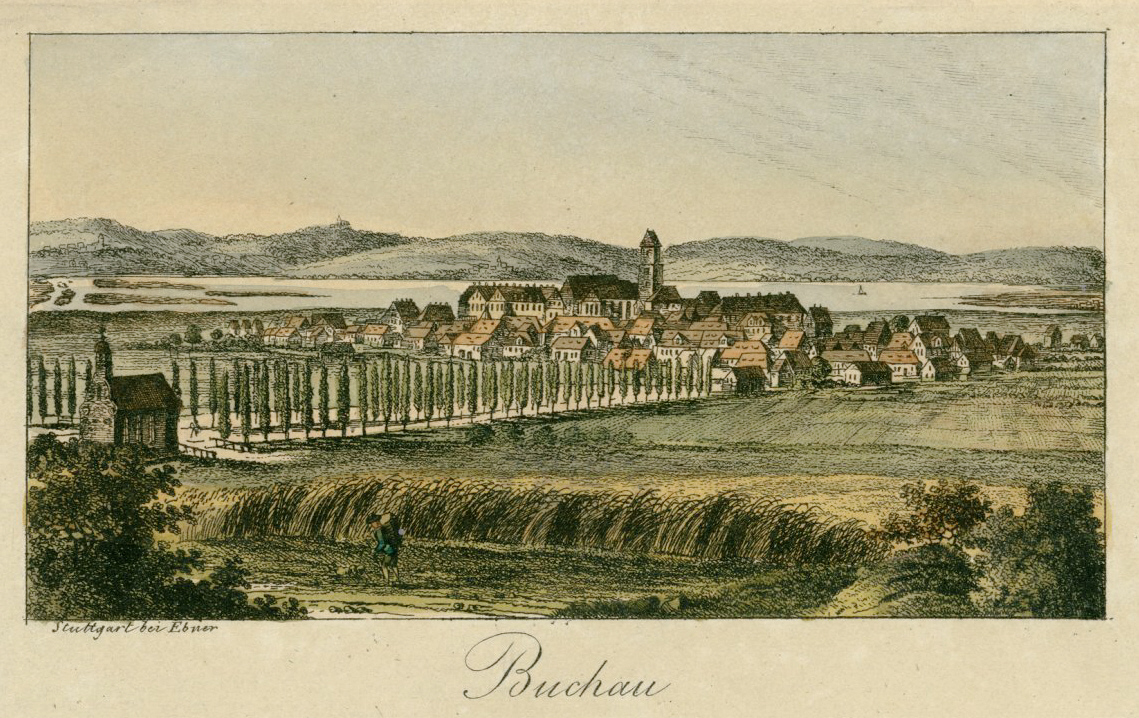
Buchau um 1820

### Säkularisation
In der Folge des Reichsdeputationshauptschlusses 1803 fielen sowohl die Stadt als auch das Stift Buchau an die Fürsten von Thurn und Taxis, als Entschädigung für links des Rheins verlorene Einkünfte aus ihrem Postmonopol.
1804 wurde ein Postdienst eingerichtet.
1808 Zweite Seefällung
Aus Stadt, Stift und anderen Gebieten wurde das „Reichsfürstentum Buchau“ gegründet, das aber nur bis 1806 bestand, als das Königreich Württemberg die Oberherrschaft bekam. Das Gebiet des Reichsfürstentums wurde dem Oberamt Riedlingen zugeteilt, das 1934 in Kreis Riedlingen umbenannt und 1938 aufgelöst wurde.
1816 wurde das Bürgermeisteramt durch den Stadtschultheißen ersetzt. Zum ersten Mal wurde ein Stadtrat aus 12 Mitgliedern und ein Bürgerausschuss mit Obmann gewählt.
1821 Die ersten jüdischen Bürger siedeln sich unter Protest von Mitbürgern in der Hauptstraße an, außerhalb der Judengasse.

### Württemberg
Das Religionsedikt Württembergs brachte 1806 dem Federseegebiet und ganz Oberschwaben die Religionsfreiheit und damit die Erlaubnis der Ansiedlung für evangelische Christen. Evangelische Handwerker, Beamte und Gewerbetreibende kamen nach Buchau. 1839 erfolgte unter Beisein des Königs die Einweihung der zweiten Synagoge, die in klassizistischem Stil errichtet worden war, 1840 die Errichtung des Rabbinats neben der Synagoge. 1851 kam es zur Gründung der evangelischen Gemeinde, der Bau der Gemeindekirche erfolgte 1894.
1868 ließen die Fürsten von Thurn und Taxis die Plankentalkapelle erbauen. 1875 kaufte Buchau dem Fürsten von Thurn und Taxis den „Langen Bau“, Physikatshaus, Großkanonikat, Pfarrwohnung und Garten ab, um dort nach aufwendigen Umbauten sämtliche städtische Schulen und Lehrerwohnungen unterzubringen. Das Amtshaus wurde zum Haus des Stadtpfarrers.

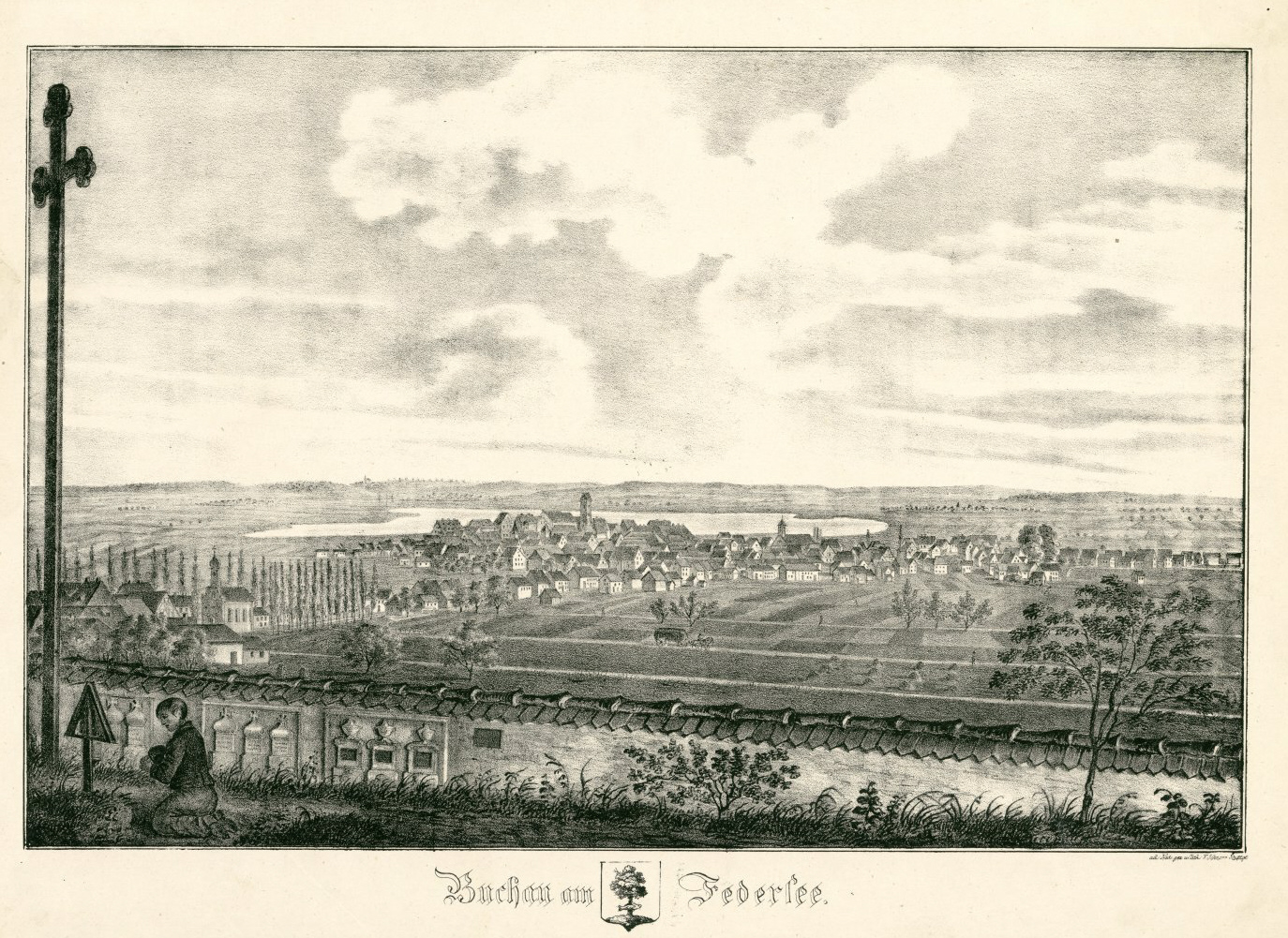
Franz Schnorr: Buchau am Federsee um 1840

Von 1896 bis 1917 erhielt die Stadt durch die Federseebahn, eine Schmalspurbahn von Schussenried über Buchau nach Riedlingen, Anschluss an das Eisenbahnnetz. Die Königlich Württembergischen Staats-Eisenbahnen erbauten das Empfangsgebäude als Einheitsbahnhof vom Typ IIIa. Der Bahnhof trug vor 1964 die Bezeichnung „Buchau (Württ)“, anschließend „Bad Buchau“. Die Strecke wurde 1969 stillgelegt. An die Bahn erinnert heute noch die Denkmallokomotive 99 637 am ehemaligen Bahnhof.
1909 erfolgte die Feier des 1000-jährigen Stadtjubiläums, 1911 der Bau des ersten Federseestegs. 1914–18 zählt Buchau 71 Gefallene des Ersten Weltkriegs.
Reichstagswahl 1932: 1567 Stimmberechtigte, 1084 abgegebene Stimmen; 541 Zentrum, 273 NSDAP, 93 SPD, 58 KPD, 119 Sonstige
Reichstagswahl 1933: 1537 Stimmberechtigte, 1329 abgegebene Stimmen; 625 Zentrum, 500 NSDAP, 90 SPD, 33 KPD, 81 Sonstige

### Nationalsozialismus und Zweiter Weltkrieg
Bürgermeister Vinzenz Gnann (Zentrum) missbilligte 1934 das Niederknüppeln eines katholischen Jugendverbandes durch die Hitlerjugend. Gnann wurde daraufhin von der SA-Standarte Riedlingen in Schutzhaft genommen und eingesperrt. Am Tag darauf wurde er vom Stadtrat suspendiert.
1935 kam es zu einem stärkeren Erdbeben, das im Ortsteil Kappel einen Schaden von 80.000 Reichsmark an insgesamt 850 Gebäuden anrichtete. Adolf Hitler spendete 100.000 Reichsmark für den Wiederaufbau. 1938 kam es zur Pogromnacht und Zerstörung der Synagoge. Die jüdische Gemeinde musste für den Abbruch der Gebäudereste 10.000 Reichsmark bezahlen. Die Steine wurden verkauft und als Straßenmaterial benutzt.
Im Rahmen der Kreisreform während der NS-Zeit in Württemberg wurde Bad Buchau 1938 dem Landkreis Saulgau zugeordnet.
1938 erfolgte die Zwangsarisierung der Firma Hermann Moos AG als letzte der sieben jüdischen Firmen in Buchau. Das Unternehmen wurde an die Firma Götzburg verkauft. 1941 kam es zu ersten Deportationen von Juden Buchaus.
Das französische Bataillon de Choc von General Lattre de Tassigny nahm am 22. und 23. April 1945 Buchau ein. Die Stadtkommandantur wurde in der Kreissparkasse eingerichtet, dem ehemaligen Wohnhaus der Familie Moos.

### Nachkriegszeit
Nach Ende des Zweiten Weltkriegs fiel die Stadt in die Französische Besatzungszone und kam somit 1947 zum neu gegründeten Land Württemberg-Hohenzollern, welches 1952 im Land Baden-Württemberg aufging.
Am 24. September 1963 erhielt Buchau als Moorheilbad den Titel „Bad“.
Die Entwicklung Bad Buchaus als Moorheilbad wird vorangetrieben. Dazu gehören großzügige Neu- und Erweiterungsbauten sowie laufende Modernisierungen an der Federseeklinik. Diese wird ein Kurzentrum mit einem Restaurant/Cafe, einem Theatersaal, einem Therapeutikum mit Hallenbad und einem großräumig angelegten Kurpark. Bad Buchau erhält außerdem ein Thermalbad. 1982 und 2004 werden Tiefenbohrungen vorgenommen, um Thermalquellen zu erschließen. Zur Badeanlage gehören Außenbecken eine Saunalandschaft sowie Fitnesseinrichtungen und Kneippstationen. Das Haus in den Torwiesen wird Teil der Anlagen.
Mit der Ergänzung der Rheumatherapie durch Neurologie und Psychosomatik bei Übernahme der Schlossklinik (1993/95) entsteht das Therapiezentrum Federsee. Am 1. Januar 1971 wird die Gemeinde Kappel nach Bad Buchau eingemeindet.
1972 wurde der Gemeindeverwaltungsverband Bad Buchau gegründet. Mit der Übertragung verschiedener Erfüllungs- wie Erledigungsaufgaben auf die Verbandsverwaltung können die Federseegemeinden ihre politische Selbständigkeit bewahren. Dies erhöht in der Folge das Zusammengehörigkeitsgefühl und stärkt die wirtschaftliche wie kulturelle Entwicklung des strukturschwachen Raumes.
1973 kamen durch die Kreisreform die Gemeinden des Gemeindeverwaltungsverbandes Bad Buchau zum Landkreis Biberach. Der bisherige Landkreis Saulgau wurde aufgelöst.

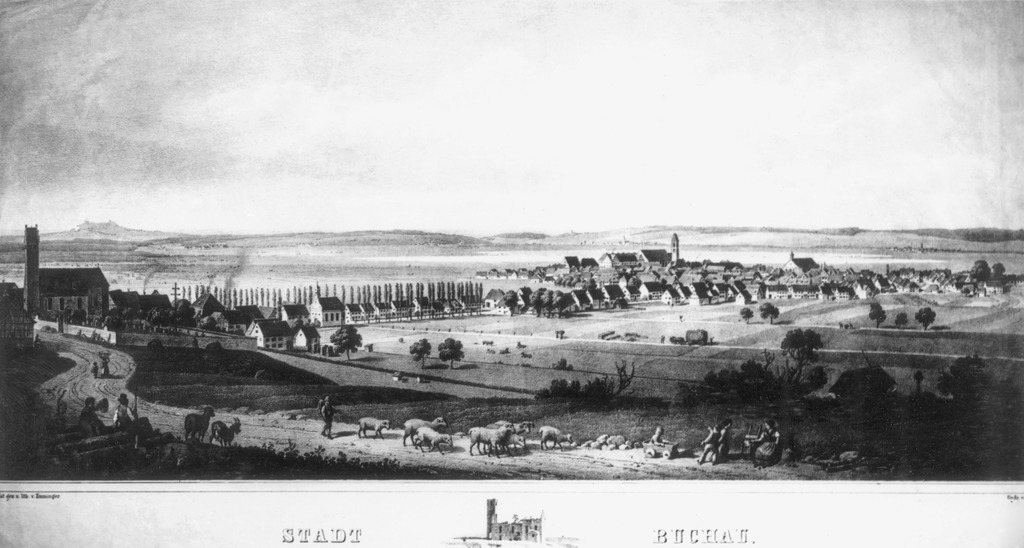
Buchau aus der Ferne, Lithographie um 1850

1981 wurde die 24 km lange Federsee-Abwasserringleitung mit Zuleitungssammlern, 12 Pumpwerken, 14 Regenüberlaufbecken und Staukanälen fertiggestellt, dazu kam die Verbandskläranlage Vollochhof mit einem Investitionsvolumen über 30 Millionen DM. Diese Maßnahmen retteten den durch Abwässer und Überdüngung überlasteten Federsee vor dem bevorstehenden biologischen Ende („Algenblüte“).
Ab 1981 bekam Bad Buchaus Innenstadt mit den zahlreichen, unterschiedlichsten Maßnahmen zur Stadtsanierung (Kernstadtbereiche) im öffentlichen wie privaten Bereich ein völlig neugeordnetes städtisches Gepräge, ohne die historischen Grundlagen der ländlichen Kleinstadt zu verlassen. 1989/90 wurde der Marktplatz als Fußgängerzone neu gestaltet. Für Bürger und Gäste wurden weitere urbane Attraktionen geschaffen.

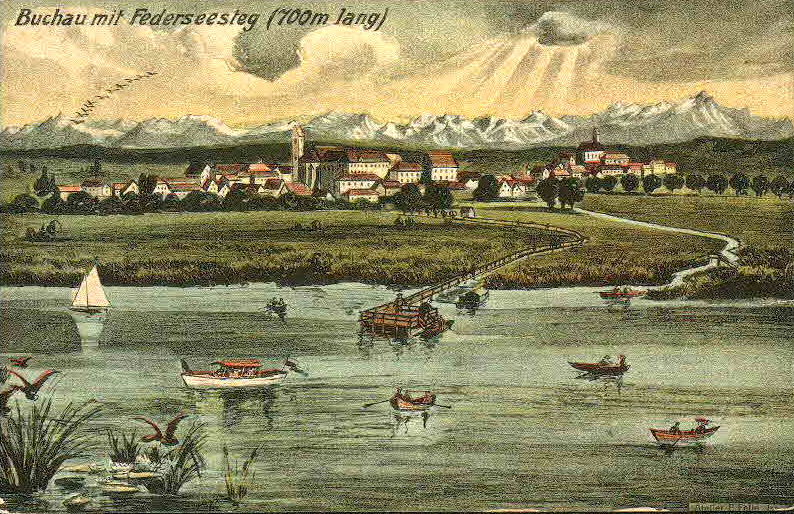
Buchau Federseesteg, um 1910

1985 wurde Bad Buchau im Regionalplan Donau/Iller als Unterzentrum im Verflechtungsbereich Federsee ausgewiesen.
1991/1995 wurde das Schloss zur Klinik umgebaut, generalsaniert und durch neue Bettenbauten, eine Turnhalle und Schwimmbecken ergänzt. Durch die wesentlich höheren Baukosten (50 Mio. DM, geplant 24 Mio. DM) ging der Bauherr in Insolvenz. 1995 kaufte die Moorheilbad gGmbH das gesamte Gebäudeareal.
1994 wurde das Naturschutzgebiet „Südliches Federseeried“ neu ausgewiesen. 2002 wurde die Umgehungsstraße im Zuge der L 275 fertiggestellt. Damit konnte der Titel „Moorheilbad“ trotz der bisher überhöhter Luftschadstoffwerte in der Innenstadt bewahrt werden. Der Ort wird so vom größten Teil des Durchgangsverkehrs entlastet.
2009 wurde das Areal der insolventen Firma Götz Mode GmbH für 150.000 Euro zwangsversteigert. 2014 wurde die Fabrikruine abgerissen und das Götzburg-Areal neugestaltet.

## Judentum

### Erste jüdische Gemeinde
Seit 1382 wohnten in Buchau Juden, 1577 wird in der Stadt eine jüdische Gemeinde archivalisch erwähnt. Die Ansiedlung von Juden wurde aus vorwiegend wirtschaftlichen Motiven gefördert. Man erhoffte Einnahmen aus Gewerbe und durch die besonderen Abgaben der Juden. Die meisten Juden lebten vom Kleinhandel und Hausieren, da sie lange Zeit aus Handwerk und Landwirtschaft ausgeschlossen waren. In Buchau wurde ihnen zunächst ein separates Wohngebiet zugeteilt, die Judengasse. 1665 wird vom Rat ein Jude namens Mosis von Wangen aufgenommen, Ahnherr der Familie Einstein.

### Emanzipation
1822 bezogen erstmals gegen den Protest der Bevölkerung Juden zwei Wohnungen an Hauptstraßen. Nach dem Emanzipationsgesetz von 1828 genossen sie in vielen Bereichen formal dieselben Bürgerrechte und -pflichten wie ihre nichtjüdischen Mitbürger. Dabei versuchte der württembergische Staat die gewachsene Wirtschaftsweise der Juden zu unterbinden. Hausier- und Trödelhandel, auch bestimmte ländliche Kreditformen wurden als „Schacherhandel“ mit harten Restriktionen belegt.

Buchau 1914 mit Abbildung der Synagoge unten links

In weiteren Punkten erreichten Juden die Gleichstellung erst 1864, 1871 und 1919.
Das religiöse Leben war bis 1919 in Analogie zu den christlichen Konfessionen einem israelitischen Oberkirchenrat und damit staatlicher Aufsicht unterstellt.
Die wirtschaftliche Entwicklung wurde entscheidend durch jüdische Geschäftsleute gefördert. Hauptarbeitgeber wurden jüdische Textil-Fabrikanten, daher waren sie angesehene Bürger der Stadt. Zwischen 1793 und 1873 bestand im benachbarten Kappel eine zweite jüdische Gemeinde. Seit 1832 war Buchau Sitz des gleichnamigen Rabbinats, das nahezu das ganze südliche Oberschwaben umfasste.

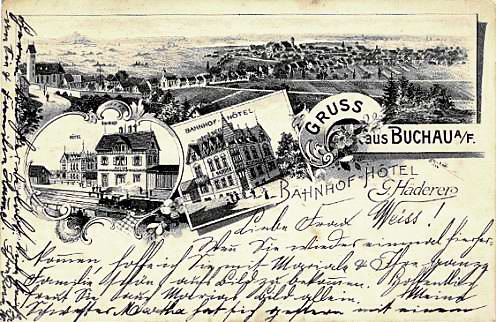
Buchau um 1920

### Jüdischer Friedhof
Der jüdische Friedhof ist der zweitgrößte Regionalfriedhof nach Laupheim in Schwaben und noch heute erhalten. 1730/31 baute die Gemeinde eine Synagoge in ihrem Ghetto, 1839 wurde eine neue größere mit Turm und Glockenspiel eingeweiht, die später mit Orgel und „Kirchenglocke“ ausgestattet wurde. Sie wurde außerhalb der Judengasse errichtet. 1838 wohnten in Buchau 736 Juden, ein Drittel der damaligen Gesamtbevölkerung.

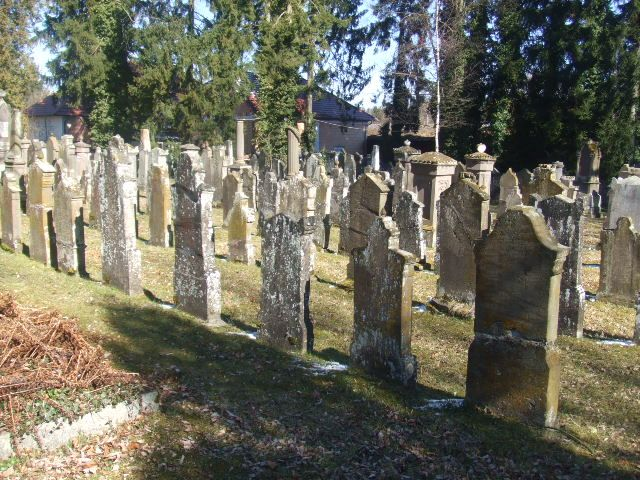
Jüdischer Friedhof Bad Buchau

### Familie Einstein
Die Eltern von Albert Einstein, Hermann und Pauline Einstein (geb. Koch), entstammten beide alteingesessenen jüdischen Familien, die schon seit Jahrhunderten im schwäbischen Raum ansässig waren. Die Großeltern mütterlicherseits hatten ihren Nachnamen Dörzbacher in Koch geändert. Die Großeltern väterlicherseits trugen noch traditionell jüdische Namen, Abraham und Hindel Einstein. Die Eltern Albert Einsteins zogen kurz vor seiner Geburt nach Ulm und ein Jahr später nach München. Der erste namentlich nachgewiesene Vorfahre Albert Einsteins, ein aus Wangen stammender Pferde- und Tuchhändler namens Baruch Moses Ainstein, wurde 1665 in die Gemeinde Buchau aufgenommen. Auf den Grabsteinen des Buchauer jüdischen Friedhofs sind noch heute die Namen von 99 Personen mit dem Namen Einstein zu finden; so unter anderem auch der des letzten Juden Buchaus, Siegbert Einstein, eines Großneffen des Physikers, der das KZ Theresienstadt überlebt hatte und nach dem Zweiten Weltkrieg zeitweise zweiter Bürgermeister der Stadt Buchau war.

### Nationalsozialismus
Am 9. November 1938 wurde die Kappeler Synagoge während der Reichspogromnacht zerstört. In Buchau scheiterte in der Pogromnacht eine SA-Standarte aus Ochsenhausen mit dem Versuch, auf Befehl der SA-Brigade aus Ulm die Buchauer Synagoge zu zerstören: Der damalige Bürgermeister Hugo Öchsle hatte die Feuerwehr befehlswidrig angewiesen, die brennende Synagoge zu löschen. Die Aktion wurde jedoch auf Geheiß des SA-Brigadeführers aus Ulm am 11. November um 3 Uhr früh wiederholt. Daran beteiligt waren acht bis zehn Angehörige des SA-Sturms Ochsenhausen und ein NSDAP-Trupp aus Saulgau. Die Folgen waren verheerend; die Synagoge wurde zerstört, sie war bis auf die Grundmauern niedergebrannt. Diese wurden am 18. November von Ulmer Pionieren gesprengt. Die Steine der Synagoge wurden verkauft und für den Straßenbau verwendet. Das Grundstück wurde von der Stadt zu einem so günstigen Preis erworben, dass das Innenministerium wegen einer angeblich „jüdischen Schenkung“ Einspruch erhob.
In der Zeit nach dem Pogrom wurden die 257 Juden des Ortes, deren Gruppe aus 200 Buchauer und 57 eingewiesenen Juden bestand, deportiert oder in die Emigration getrieben.

### Nachkriegszeit
Nach dem Zweiten Weltkrieg kehren drei jüdische Mitbürger nach Buchau zurück, die das Konzentrationslager Theresienstadt überlebt hatten, darunter Siegbert Einstein (1889–1968).
An einem Grenzstein des ehemaligen Synagogengrundstücks wurden zwei Gedenktafeln angebracht. An der Stelle der Thoralade im ehemaligen Synagogengebäude wurde eine Trauerweide gepflanzt.
Am 1. September 2010 besuchte der Landesrabbiner von Baden-Württemberg Netanel Wurmser Bad Buchau im Rahmen des Europäischen Tages für Jüdische Kultur.
2013 wurde ein jüdischer Gedenkraum eröffnet. Außerdem wurde eine Stolperschwelle verlegt.
2014 erhielt auch das ehemalige jüdische Gemeindehaus mit Bücherei und Schule eine Gedenktafel. Ein Porträt der ehemaligen Buchauerin Edith Alsberg Kahn wurde gegenüber ihrem früheren Klassenzimmer im Progymnasium Bad Buchau aufgehängt.
2016 wurde die Regionalhistorikerin Charlotte Mayenberger mit dem Bundesverdienstkreuz geehrt.

## Politik

### Kommunalwahlen
Bei der Kommunalwahl am 9. Juni 2024 trat nur die Liste „Gemeinsam für Bad Buchau“ an, die deshalb mit 99,2 % der gültigen Stimmen auch sämtliche 14 Sitze gewann. Gewählt wurden fünf Frauen und neun Männer. Die Wahlbeteiligung lag bei 52,1 %.

### Bürgermeister

#### 1948–1978: Hans Knittel
Hans Knittel war Ehrenbürger, Träger des Bundesverdienstkreuzes und Geschäftsführer der Moorheilbad gGmbH von 1951 bis 1986.
Der Zweite Weltkrieg verursachte in Buchau schwer zu tragende Kriegsfolgen, das Judenpogrom außerdem gesellschaftliche, wirtschaftliche und kulturelle Verluste. Die Gemeindeinfrastruktur insgesamt war zerrüttet und hatte Existenzgrundlagen eingebüßt. Knittel nahm den Nachkriegsaufbau der Stadt in Angriff und sorgte für neue Grundausstattungen. Die Aufnahme des Kurwesens, der Zusammenschluss der Landesversicherungsanstalt Württemberg und der Stadt Buchau in der Moorheilbad gGmbH wie auch die staatliche Anerkennung als Moorheilbad tragen seine Handschrift. Diese Schritte leiteten eine neue Entwicklung für die Zukunft der Stadt ein.
Dazu kamen die Schulreform (Bau eines Nachbarschaftshauptschulzentrums mit Sportanlagen), die Gemeindereform (Gründung des Gemeindeverwaltungsverbandes Bad Buchau, Eingemeindung von Kappel) und die Kreisreform (Wechsel vom Landkreis Saulgau zum Landkreis Biberach im Jahre 1973).

#### 1979–2003: Harald Müller
Müller war Träger des Bundesverdienstkreuzes und erhielt die Staatsmedaille in Gold des Landes Baden-Württemberg für hervorragende Verdienste um Ernährung, Landwirtschaft, Umwelt und Forsten und die Ehrennadel in Gold des Gemeindetags Baden-Württemberg. Er war Mitglied des Kreistags Biberach von 1979 bis 2006.
Müller setzte die Richtung seines Vorgängers fort. Unter seiner Ägide fand der Bau der Federsee-Ringleitung mit Inbetriebnahme der Verbandskläranlage statt. Die Infrastrukturgrundausstattung wurde ergänzt, verstärkt und modernisiert. Zu diesen Maßnahmen gehörten die Generalsanierung und der Ausbau des innerstädtischen Abwassersystems, die Stabilisierung der Trinkwasserversorgung, der Anschluss an die Thüga Ferngasleitung mit Ausbau des Ortsnetzes, der Bau der Umgehungsstraße im Zuge der L 275, Maßnahmen der Stadtsanierung mit Entkernungen sowie Umnutzungen und die verkehrsberuhigte Marktplatzumgestaltung.
Kappel wurde saniert, das Stiftareal neubelebt und Industriebrachen umgestaltet (Kessler, Thalysia). Dazu kamen Flurbereinigungen, die Generalsanierung des Progymnasiums, die Schaffung der Tourismusmarketinggrundlagen, Erweiterungen des Naturschutzgebietes durch archäologische Forschungsstätten, ein Freilichtmuseum, einen Lehrpfad, die Einrichtung des Naturschutzzentrums Federsee des NABU, die Patenschaft des Landkreises Biberach für das Europaschutzreservat, die Erschließung verschiedener Wohnneubaugebiete, die zu weiterem Einwohnerzuwachs führte, die Schaffung und Bebauung des Industriegeländes in Kappel und die Ausweisung Bad Buchaus als Unterzentrum für das Federseegebiet. Nicht zuletzt gelang es unter der Leitung Müllers, die Schulden der Stadt abzubauen.

#### Seit 2003: Peter Diesch
Seit 1. Februar 2003 ist Peter Diesch (CDU) Bürgermeister, der selbst aus Bad Buchau stammt. Er wurde am 7. November 2010 mit 94,7 % der Stimmen ohne Gegenkandidat wiedergewählt. Bei der folgenden Wahl am 4. November 2018 wurde er mit 82,6 % der gültigen Stimmen erneut im Amt bestätigt. Eine parteilose Mitbewerberin erhielt 12,6 % der Stimmen.
Zu den städtischen Maßnahmen seiner Amtszeit gehört unter anderem die Versteigerung und der Abbruch des Götzburgareals 2015 und die Eröffnung des neuen Activ-Carrés mit einem Nutzungsmix aus dauerhafter Nahversorgung und Wohnen in der Stadtmitte. 2016 wurde das Gebäude der Feuerwehr erweitert.

### Wappen
| Wappen der Stadt Bad Buchau | Blasonierung: „In Silber (Weiß) eine bewurzelte grüne Buche, deren Stamm mit einem rotflossigen, seitlich mit 23 roten Schuppen in neun Spalten besteckten, blauen Barsch überdeckt ist.“ |
| Wappen der Stadt Bad Buchau | Wappenbegründung: Seit 1390 ist die redende Wappenfigur der Buche nebst dem auf die Lage der Stadt am Federsee hinweisenden Fisch in den Siegeln der einstigen Reichsstadt belegt. Die Stellung der beiden Wappenfiguren hat sich spätestens seit dem Anfang des 16. Jahrhunderts in der jetzt üblichen Weise durchgesetzt. |

### Partnerstadt
Partnerstadt Bad Buchaus ist seit dem 7. Juli 1993 die westfranzösische Gemeinde Le Lion-d’Angers im Département Maine-et-Loire in der Region Pays de la Loire. Vorsitzender des Partnerschaftsvereins ist seit 2017 Rüdiger Klan.

## Wirtschaft und Infrastruktur

### Verkehr
Durch Bad Buchau führt als Landes-Radfernweg der Oberschwaben-Allgäu-Radweg. Er ist eine Rundstrecke über Ulm und Tettnang und verläuft dabei von Bad Saulgau kommend nach Moosburg und über Bad Buchau und Oggelshausen nach Alleshausen, einmal fast um den Federsee herum.

### Freizeit- und Sportanlagen

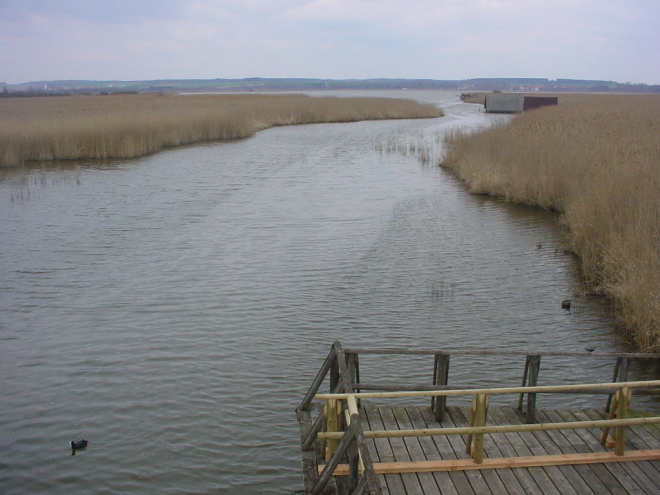
Federseegebiet bei Bad Buchau, mit 3300 Hektar das größte Moor in Südwestdeutschland

- Um das rund 35 Quadratkilometer große Federseebecken gibt es neben dem Federseerundwanderweg zahlreiche Spazier-, Wander- und Radwege. Wer es sportlicher liebt, kann auf den benachbarten Bussenberg (767 m ü. NN) fahren und hat von dort einen herrlichen Blick über ganz Oberschwaben. Das NABU-Naturschutzzentrum Federsee betreut das Moor, ist Anlaufstelle für Besucher und Weiterbildungszentrum. Der Federsee ist ein Vogelschutzgebiet. Auf 3300 Hektar Moor leben 265 Vogelarten, davon 107 Brutvogelarten. Hauptattraktion sind der 1911 erstmals errichtete Federseesteg und der „Wackelwald“, der auf einem ehemaligen Eisweiher wächst. Durch den moorigen Untergrund wird die Oberfläche dort nur durch eine Wurzelschicht zusammengehalten, deshalb gibt der Boden bei jedem Schritt elastisch nach und umstehende Bäume können zu wackeln beginnen.
- Die Adelindis Therme Bad Buchau verfügt über ein Thermalbad und Saunalandschaft sowie einen „Aktivpark“ mit Sportbecken, Geräteparcours und Barfußpfad.
- Weitere Sport- und Freizeitanlagen sind ein städtisches Freibad mit Miniaturgolfanlage, Kunstrasenplatz, Federseestadion auf dem Gelände der Federseeschule und Tennisplätze (Anlage des Tennisclubs Bad Buchau).

### Ansässige Unternehmen

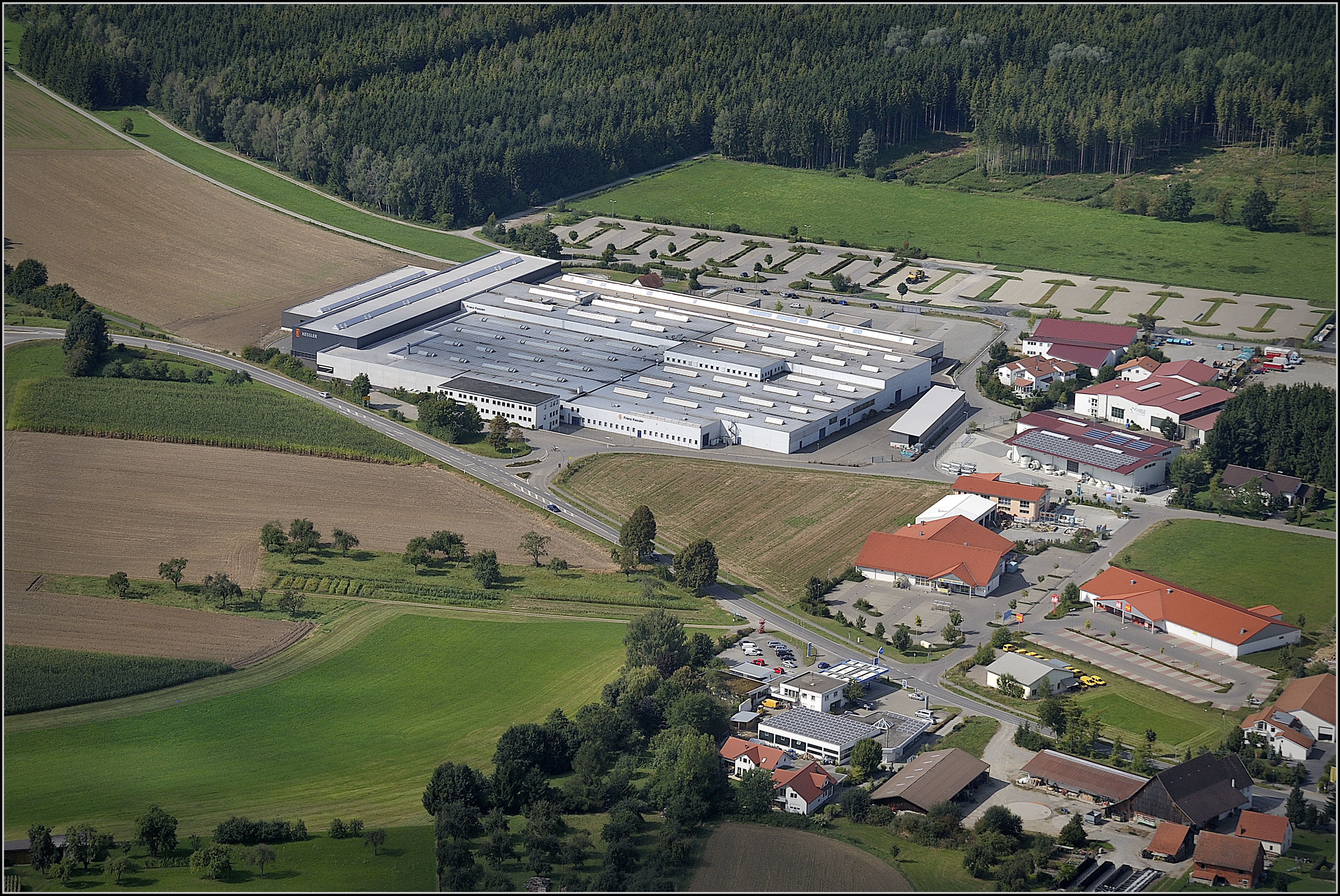
Franz Kessler Bad Buchau, Luftbild

Die zwei größten Arbeitgeber der Stadt sind
- Franz Kessler GmbH (Hersteller von Spindelsystemen, Asynchron- und Synchronmotoren gegründet 1923 und seit 1950 in Bad Buchau)
- das Gesundheitszentrum Federsee mit der Federseeklinik (Rehabilitationsklinik für Orthopädie und Unfallchirurgie sowie Innere Medizin mit den Schwerpunkten Rheumatologie und Onkologie), der Schlossklinik Bad Buchau (Rehabilitationsklinik für Neurologie und Psychosomatik), dem Thermenhotel „Gesundheits-Bad Buchau“ mit Kurzentrum und dem Café-Restaurant „Badstube“ sowie der Adelindis Therme.

## Bildungseinrichtungen
Bad Buchau verfügt über das Progymnasium Bad Buchau, die Federseeschule (Gemeinschaftsschule) sowie die Förderschule Bad Buchau.

## Kultur

### Bad Buchauer Fasnet
1672 wurde die Buchauer Fasnet erstmals in den Stiftsprotokollen erwähnt. Am Anfang 1900 feierte der Narrenverein Fidelia eine großartige Fasnet in Buchau mit dem Prinz Karneval als Symbolfigur, die dann allerdings mit den Beginn des Krieges eingestellt wurde.
Moorochsen

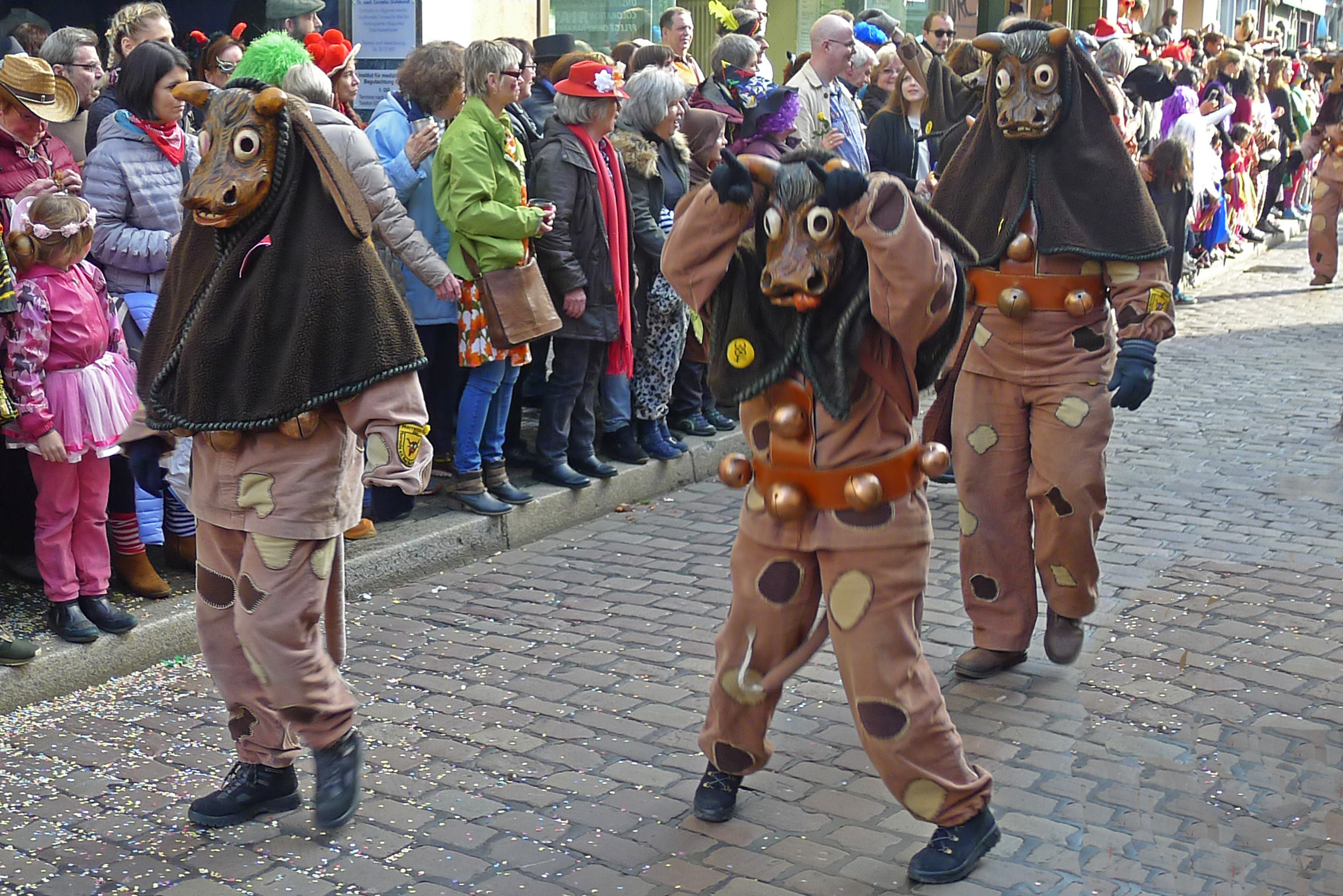
Moorochsen 2017

1963 wurde die Narrenzunft Moorochs ins Leben gerufen, um den infolge des Zweiten Weltkrieges und der nachfolgenden Notzeit erloschenen öffentlichen Fasnetsbrauch zu neuem Leben zu erwecken. Diese kleine Gruppe hat sich zu einem über 1000 Mitglieder zählenden Brauchtumsverein entwickelt. Weithin bekannt sind die von dem hochgeschätzten Biberacher Holzbildhauer Josef Hasenmaile handgeschnitzten Holzmasken des Vater Federsees, der lieblichen Seerose, des Wellers, des Galgenvogels, des derben Riedmeckelers und als Krönung die namensgebende Gestalt des Moorochsen. Die Gründer der Narrenzunft wollten eine originelle Neuschöpfung auf heimatgeschichtlicher Grundlage, die Schaffung kunstgewerblicher Masken zur Verkörperung von Gestalten aus Natur und Geschichte der Federseeheimat mit den dazu passenden „Narrenhäs“.
- Der Moorochs, die namensgebende Maske zeigt einen Ochsen, soll aber die große Rohrdommel darstellen die früher im Federseemoor heimisch war und deren Ruf weithin hörbar war.
- Der Weller ist der größte Süßwasserraubfisch und kommt heute noch im Federsee vor.
- Die Seerose gibt es in großen Feldern auf dem Federsee.
- Der Riedmeckeler stellt den Torfstecher dar, der noch bis in die Mitte des 20. Jahrhunderts im Federseemoor Torf stach zum Heizen.
- Der Galgenvogel erinnert an die Hinrichtungsstätte auf der Kappelerhöhe. Dort wurden die Unholde der Freien Reichsstadt und des Freiweltlichen Damenstiftes gerichtet.
- Der Vater Federsee ist eine Einzelmaske im Umzug und ist eine Art Neptun, der dem Federsee entsteigt.[37][38]

Feuerhexen
Sie erinnern an die finstere Zeit der Hexenverfolgung, die auch an Bad Buchau-Kappel nicht spurlos vorübergegangen ist.  Gegründet wurde die Narrenzunft im Jahr 1973 unter dem Namen „Narrengemeinschaft Federsee“. Der Name wurde 1993 geändert in „Narrenzunft Feuerhexen Bad Buchau e. V.“ Zur Figur der „Feuerhexe“ stellte die Zunft 1974 zwei weitere Masken vor: die „Geister-Mariann“ von Kappel und das „Burren-Male“ aus dem Burrenwald.

### Adelindisfest
Alle zwei Jahre feiert Bad Buchau zusammen mit den Federseegemeinden das Adelindis Heimat- und Kinderfest. Adelindis, die schwäbische Volksheilige und große Wohltäterin des Federseegebietes, gibt dem Fest den Namen. Nach der Volkssage kehrte ihr Gemahl aus einer Schlacht nicht mehr heim und ihre drei Söhne fielen im Plankental einer Bluttat zum Opfer. Adelindis trat daraufhin ins Kloster Buchau ein, wo ihre Tochter Äbtissin war, und entfaltete eine segensreiche Tätigkeit, half den Notleidenden und Bedrängten und machte dem Kloster reiche Zuwendungen aus ihrem gräflichen Vermögen. Zu ihrem Gedächtnis wurde Jahrhunderte hindurch vom Kloster und später Stift Buchau alljährlich am 28. August das Adelindisfest gefeiert, wobei durch die Stiftsdamen bis zu 4.000 Brotlaibe an die Armen des Federseegebietes verteilt wurden. Zur Erinnerung an diesen Festtag, der Tausende nach Buchau führte und mit der Aufhebung des Stiftes 1802 endete, gründeten Buchauer Bürger nach dem Ersten Weltkrieg den Adelindisverein und gestalteten 1924 das Adelindisfest neu als Heimat- und Kinderfest.
Höhepunkte der Festtage mit viel Musik und Tradition ist der bunte, historisch reich gestaltete Festzug mit über 1.200 Mitwirkenden aus Kindergärten, Schulen, Vereinen und Institutionen, Bürgerinnen und Bürgern aus der gesamten Region.

## Sehenswürdigkeiten

### Museen

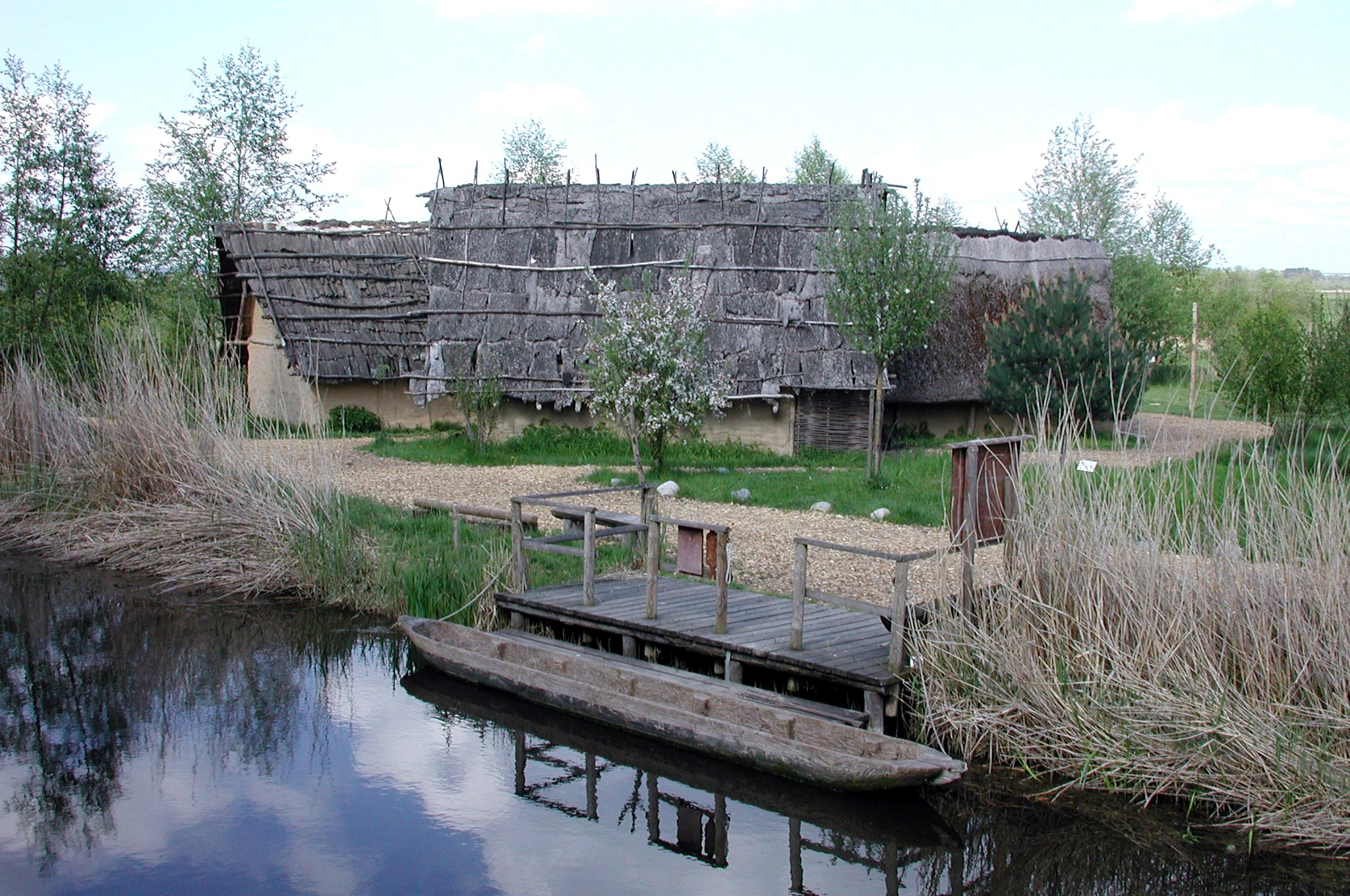
Steinzeitdorf im Federseemuseum

- Direkt am Federsee liegt ein Steinzeitmuseum, das 1968 eröffnete Federseemuseum, erbaut von Architekt Manfred Lehmbruck, an das seit 1999 ein Steinzeitdorf (Freilichtmuseum) angeschlossen ist. Das Federseemuseum ist Zweigmuseum des Archäologischen Landesmuseums in Konstanz. Wissenschaftlicher Leiter ist der Archäologe Ralf Baumeister. Träger des Museums ist der Verein für Altertumskunde und Heimatpflege Bad Buchau e. V.[40]
- Im Stiftmuseum sind Skulpturen, Gemälde und Paramente als Zeugnisse christlicher Kunst der Gotik und des Barock ausgestellt. Bekannte Werke sind unter anderem „Marienklage“ (um 1430), „Gnadenstuhl“ (um 1480) und „Anna Selbdritt“ (nach 1500).

### Gedenkstätten
- Ein Gedenkstein aus dem Jahr 1981 am ehemaligen Standort der 1938 zerstörten Synagoge Ecke Hofgartenstraße/Schussenrieder Straße erinnert an die vernichtete Jüdische Gemeinde und ihr Gotteshaus.[41]

- In der Judengasse (1933 bis 1986 Freigasse) erinnert ein im Jahr 2000 erbauter Brunnen des Buchauer Künstlers Heinz Weiss in Form eines aufgebrochenen Davidsterns an den Standort der ersten Synagoge in Bad Buchau.[42]
- Am 17. April 2013 wurde in der Grünanlage bei der Post eine Stolperschwelle verlegt und eine Tafel mit den Namen aller Juden, die während des Dritten Reiches in Buchau lebten, enthüllt.
- Bei der Renovierung der Plankentalkapelle wurde die Kreuzigungsgruppe am Giebel entfernt und an den Turm der Stiftskirche gesetzt und 1958 als Kriegerdenkmal für die Gefallenen der beiden Weltkriege auf dem Vorplatz der Stiftskirche aufgestellt.

### Bauwerke

#### Stiftskirche

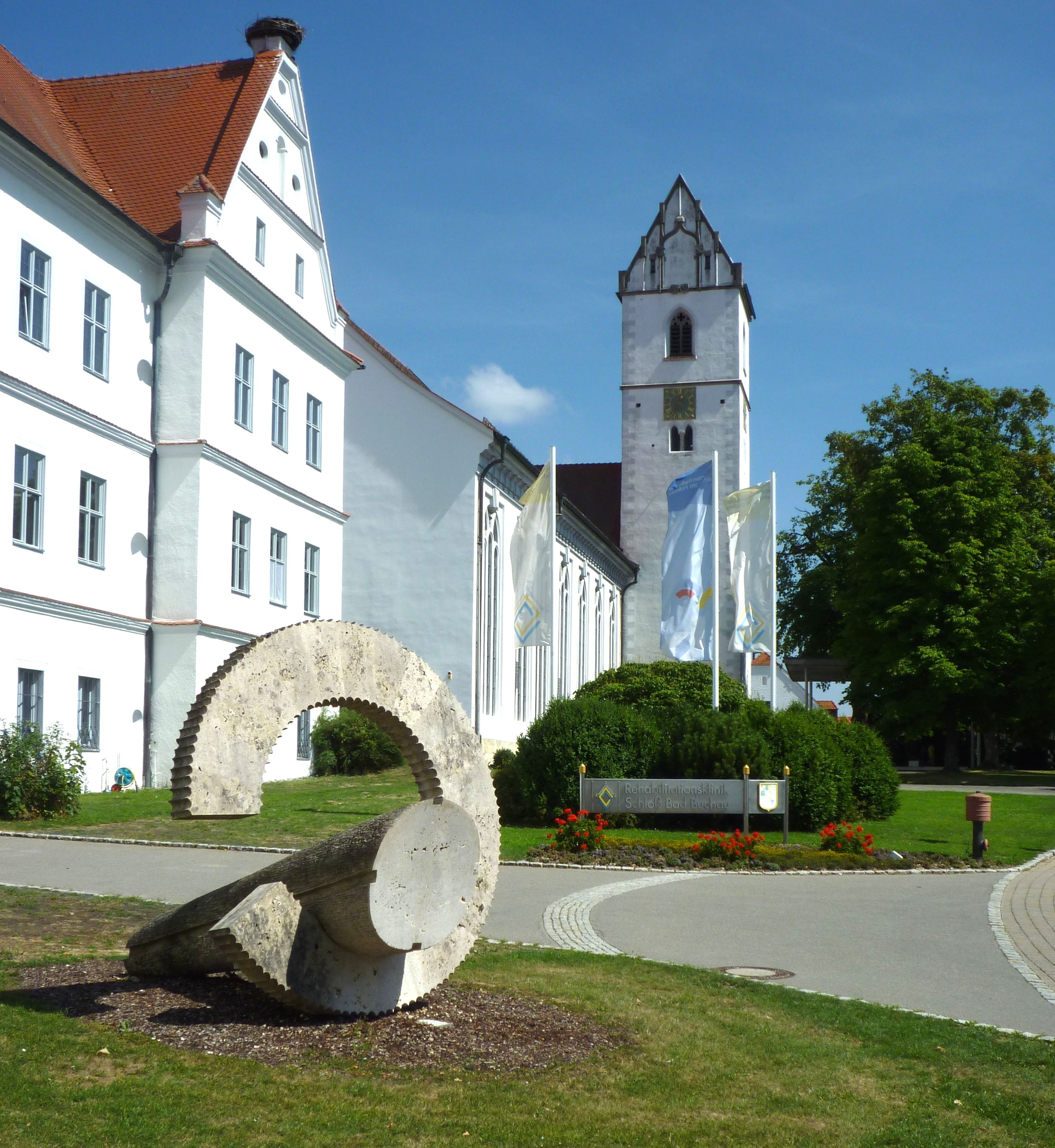
Stiftsgebäude und Stiftskirche des ehemaligen Damenstifts Buchau, heute Schlossklinik und katholische Stadtkirche

Die Stiftskirche St. Cornelius und Cyprianus, eines der ersten Bauwerke des Klassizismus in Süddeutschland mit noch spätbarocker Ausstattung, wurde von 1774 bis 1776 von Pierre Michel d’Ixnard als Umbau einer gotischen Kirche errichtet.
Die Ausstattung umfasst Stuckplastiken von Johann Joseph Christian und Malereien von Johann Friedrich Sichelbein. Die Deckengemälde im Chor und Mittelschiff malte Andreas Brugger.
Auf die karolingische Tradition weisen noch heute die Kirchenpatrone Cornelius und Cyprianus hin.
In der Krypta der Stiftskirche ruht die als schwäbische Volksheilige verehrte Adelindis mit ihren drei Söhnen. Die Krypta, die um 1000 entstand, ist möglicherweise der älteste erhaltene Kirchenraum Oberschwabens.

#### Stift Buchau
Das Stift Buchau (heute Schlossklinik) wird um 770 von der Namensgeberin der Therme, Adelindis, gegründet, wie einer Inschrift über dem Choreingang der Stiftskirche zu entnehmen ist. Anfänglich wohl ein Benediktinerkloster, erscheint das Stift im 15. Jahrhundert als Kanonissenstift. In dem hochfürstlichen und freiweltlichen Damenstift leben bis zu 14 Stiftsdamen. Sie stammen meist aus schwäbischem Hochadel und sind an ein Gelübde gebunden. Lediglich die geweihte Äbtissin, auch Fürstin genannt, steht der Gemeinschaft vor. 1802 endet das Reichsstift im Zuge der Säkularisation. Seit 1992/93 befindet sich die Schlossklinik in den Gebäuden des ehemaligen Stifts.

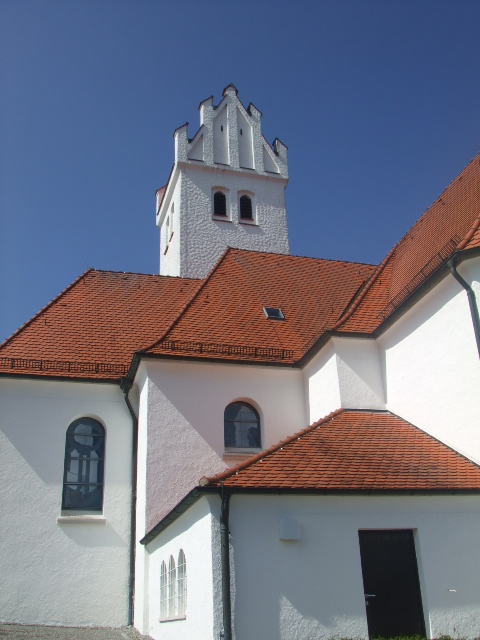
Peter und Paul

#### Kirche Peter und Paul
Auf der Anhöhe von Kappel mit Ausblick auf Buchau befindet sich die Peter und Paulskirche. Um 1150 entstanden die Fresken der Reichenauer Schule, der älteste Freskenzyklus Oberschwabens. 1473 und 1742 wurde die Kirche barock umgebaut, bewahrte aber ihren romanischen Charakter. Bis 1803 war die Kirche Pfarrkirche für die Stadt Buchau, denn die Stiftskirche war allein den wenigen Damen des Stifts und ihren Bediensteten vorbehalten. Auch der Friedhof für die Buchauer Bürger befand sich zu dieser Zeit aus demselben Grund in Kappel.

#### Rathaus
Das Rathaus weist Bauteile aus dem 15. Jahrhundert auf; Es wurde wiederholt umgebaut, dabei wurde zuletzt die Firstrichtung verändert. Die jetzige Bauform mit Staffelgiebel entstand durch Umbau und Erweiterung nach Osten im Jahre 1863/64. Eine Komplettrenovierung wurde 1985/86 durchgeführt.

#### Badhaus
Eines der ältesten Häuser in Bad Buchau ist das Badhaus. 1459 wurde es erbaut und diente bis 1782 als Badehaus. Es ist ein Fachwerkbau mit starken Grundmauern. Vor dem Badhaus ist ein alter Brunnen, der im 19. Jahrhundert auf dem Marktplatz stand und als Brunnen und Tränke diente.

#### Kapellen
Buchau besitzt drei Kapellen.
- Die Wuhrkapelle wurde bereits im Mittelalter erwähnt, nach dem Abbruch des ursprünglichen Gebäudes wurde 1727 bis 1729 die heutige Wuhrkapelle erbaut.
- Die Ruhe Christi Kapelle liegt etwas außerhalb vom Stadtteil Kappel. Kappler Bürger ließen 1864 die Kapelle bauen.
- Die Plankentalkapelle beruht auf der Adelindissage. Die Sage erzählt, dass Adelindis ihren Mann und ihre Söhne im Tal hinter Buchau verlor. Zur Erinnerung an die Gefallenen habe sie eine Kapelle erbauen lassen. Die heutige Kapelle wurde 1886 vom Fürsten von Thurn und Taxis gebaut. Von 1945 bis 1947 wurde der Innenraum von dem Maler Paul Hirt mit Bildern der Adelindissage ausgestaltet.

#### Brunnen

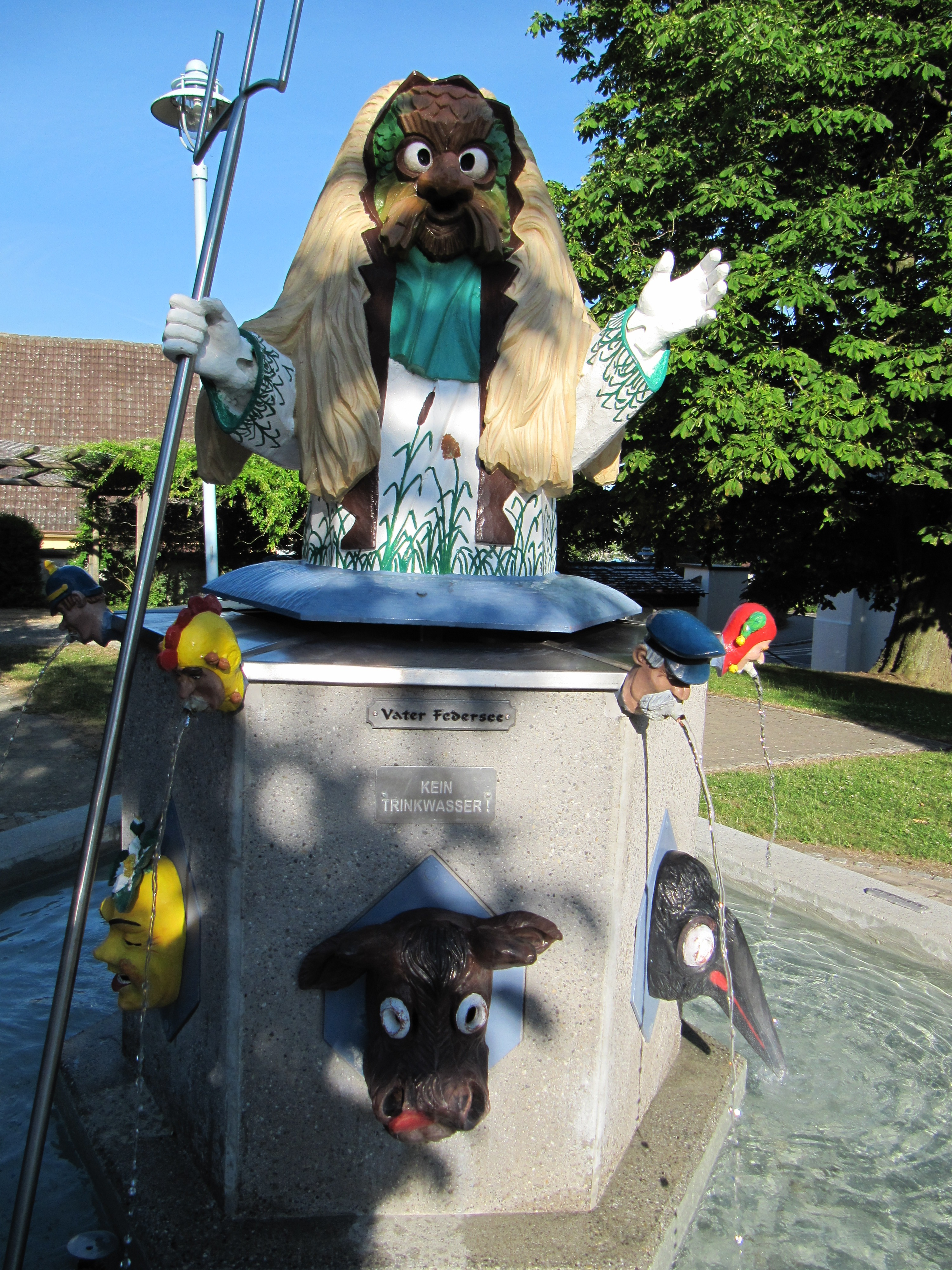
Narrenbrunnen Bad Buchau

Der Narrenbrunnen auf dem Le Lions d’Angers-Platz (beim Progymnasium Bad Buchau) zeigt die Fasnetsmasken der Moorochsen-Zunft.

### Skulpturenweg
Zwischen Oggelshausen und Bad Buchau befindet sich eine Skulpturenweg, der Bildwerke der Bildhauersymposien Oggelshausen aus den Jahren 1969/1970 und 2000 zeigt.

## Persönlichkeiten

### Ehrenbürger
- Julius Laub (1853–1941), Stadtschultheiß von Buchau 1907–1921, Mitgründer des Verschönerungsvereins (→ Federseesteg), des Altertumsvereins und des Federseemuseums
- August Gröber (1856–1931), Flaschnermeister in Buchau, Mitgründer des Altertumsvereins und des Federseemuseums
- Gottlieb Gnant (1868–1935), Ministerialrat, Ehrensenator der Universität Tübingen
- Lina Hähnle (1851–1941), Gründerin und erste Vorsitzende des Bundes für Vogelschutz (BfV), heute Naturschutzbund Deutschland (NABU)
- Hermann Hähnle (1879–1965), Ingenieur der Wärmetechnik in Giengen an der Brenz, Fotograf und Filmemacher
- Wilhelm Ladenburger (1875–1962), Praktischer Arzt, Gründer des Moorbadevereins Buchau e. V.
- Vinzenz Gnann (1889–1980), Bürgermeister von Buchau 1921–1934, Landrat im Altkreis Ehingen
- Erich Endrich (1898–1978), Stadtpfarrer in Bad Buchau 1929–1978
- Joseph Mohn (1903–1986), Notar, Bürgermeister von Buchau 1945–1946
- Hans Knittel (1913–1996), Bürgermeister der Stadt Bad Buchau 1948–1978, Geschäftsführer der Moorheilbad gGmbH 1951–1985
- Hellmuth Hahn (* 1922), Erster Direktor der LVA Württemberg
- Georg Ladenburger (1920–2018), Konrektor, Historiker und Heimatforscher
- Alfons Herrmann (* 1935), 38 Jahre Gemeinderat, langjähriger Bürgermeister-Stellvertreter, vielfach ehrenamtlich engagiert[46]
- Rolf Preißing, Stadtrat[47]

### Söhne und Töchter der Stadt

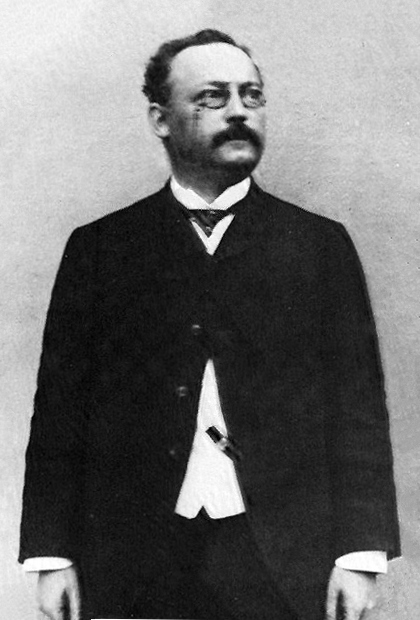
Hermann Einstein

- Benedikt Ferg (1631–1706), Abt der Benediktinerabtei Metten
- Karoline Kaulla (1739–1809), Hoffaktorin am württembergischen Hof
- Friedrich Widmann (1805–1876), Bezirksamtmann, Domänendirektor
- Max Einstein (1822–1906), Oberst des Unionsheers im Sezessionskrieg, US-Konsul in Nürnberg
- Hermann Einstein (1847–1902), Unternehmer und Vater Albert Einsteins
- August Fischer (1868–1940), Apotheker, Firmengründer von Uhu
- Paul Moos (1863–1952), Musikschriftsteller
- Rudolf Moos (1866–1951), Lederhändler, Begründer der Marke „Salamander“
- Eugen Schlipf (1869–1943), Bildhauer
- Emil Neuburger (1870–1938), Kaufmann und Magistratsrat in Pasing, Sozialdemokrat, Verfolgter des NS-Regimes
- Hans Kayser (1891–1964), Komponist und Musiktheoretiker
- Siegbert Einstein (1889–1968), Verfolgter des NS-Regimes, ab 1946 stellvertretender Bürgermeister von Buchau. Großneffe Albert Einsteins. Erhielt 1959 das Bundesverdienstkreuz 1. Klasse.
- Alois J. Springer (1902–1971), Maler
- Helmut Erlanger (1908–1982), deutschamerikanischer Rechtsanwalt, KZ-Häftling
- Winfried Eberhard (* 1941), Historiker
- Johannes Rövenstrunck (* 1949), Komponist
- Charlotte Mayenberger (* 1956), Heimatforscherin, Bundesverdienstkreuz
- Rudi Seher (* 1956), Unternehmer und Autorennfahrer
- Gerhard Gnann (* 1962), Kirchenmusiker und Musikpädagoge

### Personen, die in Bad Buchau wirkten
- Adelindis von Buchau (735–unbekannt), Stifterin des Damenstifts um 770
- Adelindis Äbtissin von Buchau (unbekannt–nach 902), 2. Äbtissin des Damenstifts
- „Apostel von Buchau“, lief 1542 barfuß zum Reichstag nach Speyer.
- Maria Maximiliana Esther von Stadion zu Tannhausen und Warthausen (1736–1818), letzte Fürstäbtissin
- Johann Baptist Hafen (1807–1870), Geistlicher und Schriftsteller, Lehrer und Kaplan in Buchau
- Otto Weiss (1908–2003), Kirchenmaler, restaurierte nach dem Zweiten Weltkrieg in der Stiftskirche St. Cornelius und Cyprianus, ebenso die Wallfahrtskirche Steinhausen und drei Jahre lang im Residenzschloss Ludwigsburg.
- Kurt Prokscha (1919–1998), Dirigent und Musikdirektor der Stadt
- Eduard Mörike (1804–1875), wohnte 1828 bei seinem Vetter im ehemaligen Stift Buchau
- Franz Kessler (1888–1971), Ingenieur und Gründer des Kessler-Motoren-Werks